# InterTV Costa Branca
InterTV Costa Branca é uma emissora de televisão brasileira sediada em Mossoró, cidade do estado do Rio Grande do Norte. Opera no canal 18 (47 UHF digital), e é afiliada à TV Globo, sendo integrante a Rede InterTV. A emissora pertence ao Sistema Tribuna de Comunicação, do empresário e político Henrique Eduardo Alves, que controla metade das ações com o Grupo Incospal, do empresário Fernando Aboudib Camargo, assim como a InterTV Cabugi de Natal. Gera sua programação para as regiões Oeste, Central e Agreste potiguares.

## História

### Antecedentes
Antes do surgimento das primeiras geradoras de TV no Rio Grande do Norte, a cidade de Mossoró já tinha experiência com TVs já em 1973, quando na gestão do então prefeito Dix-Huit Rosado, inaugurou o canal de retransmissão de sinal por enlaces, a TV Verdes Mares de Fortaleza (na época, ainda não era afiliada à Globo, na qual passou a ser em 1974), inaugurada em 31 de janeiro de 1970, pelo jornalista Edson Queiroz.
Na época, a TV Verdes Mares iniciou a expansão de transmissão para cidades do Interior do Ceará, incluindo os de outros Estados, como as cidades de Parnaíba (no norte do Piauí) e a própria Mossoró (no oeste do Rio Grande do Norte).
Em 1977, foi inaugurada outro canal de retransmissão de sinal por enlaces, a TV Rádio Clube de Pernambuco (a TV Tupi de Recife). Com isso, a cidade passa a ter dois canais de TVs dividindo a disputa de audiência.
Em 1980, com o fim das emissoras da Rede Tupi, Natal e parte do Estado ficavam só com dois canais de TVs: A Universitária e a retransmissora da Globo de Recife. Já em Mossoró, só ficou apenas com a TV Verdes Mares.
Em setembro de 1987, semanas depois que a TV Cabugi (afiliada à Globo) ter sido inaugurada, o canal da TV Verdes Mares presente em Mossoró por 14 anos deixa de ser veiculado, tanto na cidade e no Rio Grande do Norte, passa a retransmitir a TV Cabugi e a Verdes Mares passou a operar apenas no Ceará.
Durante os Anos 90 no final do século XX até meados dos Anos 2000 no início do século XXI, a cidade de Mossoró passou a ter novas retransmissoras de redes (SBT, Bandeirantes, Manchete, CNT, Record, Vida, RedeTV!, TVE Brasil), até que a maioria delas serem substituídas por retransmissoras de Natal e de outros estados.

### 2009: Anúncio da concessão
O Ministério das Comunicações anunciou em 2009, a abertura da concorrência nº 67/2009 para primeira geradora comercial da emissora de TV no interior do Estado, para ser operado no canal 18 UHF na cidade. A Rede InterTV participou da concorrência contra as 19 empresas de comunicações interessadas. Cada empresa que participa nessa concorrência entregou três envelopes: documentação, projeto e valor, a cota mínima para participar da licitação de geradora de TV é de R$ 1 milhão. Na época do pedido da concorrência, não estava incluído a transmissão em sinal digital, pois estava presente apenas nas capitais dos estados brasileiros.
No dia 7 de dezembro de 2011, o Ministério das Comunicações (MC) anunciou que a empresa vencedora foi a Rede InterTV em licitação acirradíssima, ao apresentar a "maior proposta" para aquisição do canal, com lance de R$ 17 milhões.
O presidente da InterTV Cabugi, Aluízio Alves Neto, em entrevista à Tribuna do Norte, disse: “O anúncio do vencedor foi feito quarta-feira passada. Agora, estamos no período para que os demais concorrentes apresentarem algum pedido de impugnação. Acredito que isso não vai acontecer e o prazo de cinco dias será cumprido” e que após esse tempo, o então titular do Ministério das Comunicações, Paulo Bernardo Silva, vai homologar o resultado e a presidente Dilma Rousseff assina o processo.
O primeiro nome da emissora anunciado por Aluízio Alves Neto e o superintendente da InterTV Cabugi, Dirceu Simabucuru: como TV Costa Branca: “Estamos trabalhando para que a TV Costa Branca já chegue com o sinal digital nas maiores cidades do interior do Estado. (...) Com a mudança, a TV Costa Branca vai cobrir mais da metade do Rio Grande do Norte. Isso vai ajudar o comércio do interior do Estado. Em outros locais aconteceu o mesmo. Chegamos com o sinal da TV e a "cara" das cidades mudou.”, disse Simabucuru. Para o superintendente Dirceu Simabucuru, o canal, além de transmitir a programação da Rede Globo e assim como a InterTV Cabugi, terá programação local: “A ideia é que tenhamos telejornais e outros programas feitos em Mossoró mesmo” e confirmou ainda que a Rede InterTV pretende ampliar a atuação em terras potiguares. “Pensamos em criar sucursais da TV Costa Branca em outras cidades como Caicó, por exemplo”.
Além dos R$ 17 milhões apresentado na concorrência, vão ser investidos outros R$ 7 milhões para construir e equipar a sede do novo canal de televisão, próxima ao Campus Central da Universidade do Estado do RN (UERN), possivelmente na Rua Professor Antônio Campos, totalizando os R$ 24 milhões. já que a InterTV Cabugi possui sucursal na cidade, que segundo Aluízio Neto, os profissionais que trabalham na sucursal de Mossoró, serão remanejados para a TV Costa Branca e a contratação de novos profissionais não foi descartada: “É possível que contratemos pelo menos mais uma ou duas equipes de reportagem”, avaliou.
Sobre o sinal da TV Costa Branca fora de Mossoró, os dirigentes afirmam que a futura emissora chegará a quase todas regiões do Estado e por isso, a cobertura da InterTV Cabugi, com notícias e sinal vindo de Natal, sofrerá redução. “Com a mudança, a TV Costa Branca vai cobrir mais da metade do Rio Grande do Norte. Isso vai ajudar o comércio do interior do Estado. Em outros locais aconteceu o mesmo. Chegamos com o sinal da TV e a ‘cara’ das cidades mudou”, avalia Simabucuru. “A grande diferença será essa. Estaremos mais próximos do público, do comerciante, dos anunciantes”, completou Aluízio Neto. Uns dos dirigentes afirmam sobre a InterTV em outros estados. “Futuramente, vamos ampliar nossa atuação. Pensamos em abrir uma nova filial no estado de Minas”, afirmou. Sobre as cidades que tenham surcusais, Alves Neto diz: "Pensamos em criar sucursais da TV Costa Branca em outras cidades como Caicó, por exemplo", concluiu o executivo.
Cogitou-se que a emissora iria iniciar transmissões no primeiro semestre de 2013, do Mossoró para mais de metade do estado e cobrirá as regiões Oeste Potiguar (formada pelas microrregiões de Mossoró, Pau dos Ferros, Vale do Açu, Chapada do Apodi, Médio Oeste, Serra de São Miguel e Alto Oeste e Central Potiguar (esta formada pelas seguintes microrregiões: Macau, Angicos, Serra de Santana, Seridó Ocidental e Seridó Oriental), receberão o sinal da Rede Globo através da InterTV Costa Branca.
No entanto, com a chegada de 2014, a promessa da inauguração da emissora em 2013 não ocorre, o que levou a supor a provável perda da concessão da emissora à Rede InterTV, o que não ocorreu.

### 2014: Testes
Com a chegada de 2014, foi anunciada os testes para inauguração da futura emissora. Com isso, as obras do terreno foi iniciada em ritmo acelerado que deverá ser concluída com certa antecedência para que sejam instalados equipamentos e toda a estrutura operacional dos departamentos.
Na última semana em abril e a primeira em maio do mesmo ano, os trabalhos da equipe técnica da emissora foram iniciados e concentra na adaptação da torre, para que a mesma comporte duas antenas, a do transmissor analógico (em operação) e a nova antena que será usada para sinal digital, que em seguida, será instalado o transmissor digital e a partir desse momento começam os ajustes de teste no novo sinal.
No dia 20 de maio do mesmo ano, entrou no ar o sinal digital da InterTV Costa Branca, porém retransmitindo a InterTV Cabugi, como já é feito pelo canal analógico (13).
Com o início das operações em teste da Costa Branca, as transmissões passaram a ser geradas na nova torre, construída ao lado do terreno onde funciona a emissora, na Avenida Jorge Coelho de Andrade, no bairro Costa e Silva, em frente ao Expocenter.
Nessa nova torre serão instalados o transmissor digital HD e o novo transmissor analógico, mais moderno e potente que o atual, em operação no canal 13 VHF.
A expectativa era que a inauguração do primeiro canal comercial de Mossoró ocorresse no começo de outubro.

### 2015: Preparação e inauguração
No início de 2015, foi anunciado que a emissora seria inaugurada em 27 de março, com sinal em de 123 cidades do interior do Rio Grande do Norte.
No dia 11 de março, dirigentes da emissora apresentaram às agências de publicidade em Mossoró para que investirem negócios na cidade e oeste do Estado.
O jornalista e funcionário público federal com atuação na UFERSA, Carlos Adans, foi contratado pela emissora para ser apresentador de telejornal RNTV 2.ª edição à noite.
Os testes da emissora começaram nos dias 24 e 25 de fevereiro de 2015. A inauguração oficial da emissora ocorreu no dia 27 de março do mesmo ano com a edição local do RNTV 2.ª edição para toda a área de cobertura.
Na noite do dia 27 de março de 2015, a emissora foi inaugurada oficialmente com o telejornal RNTV 2.ª edição.
No dia 29 de Julho a Jornalista Sara Cardoso, que apresentava o InterTV Rural, assumiu a Bancada do RNTV Mossoró. Sara passou a ser editora chefe do InterTV Rural e a repórter Ivanúcia Lopes assumiu a apresentação do programa dominical.

#### Demissões e fim de telejornal
Em dezembro de 2015, é anunciado a demissão de profissionais do jornalismo e engenharia da InterTV Costa Branca ocasionado também o fim da edição local do RNTV 2.ª edição. Com problemas financeiros, chegou a ser especulado que a emissora iria encerrar as atividades, o que o grupo negou.  Em julho de 2022, a InterTV Costa Branca contratou a repórter Franciélly Medeiros para a produção de reportagens em Currais Novos e Seridó. Em setembro de 2022, após a saída de Franciélly Medeiros para a InterTV Cabugi, em Natal, foi contratado o repórter Pedro Albuquerque, permanecendo na InterTV Costa Branca até Fevereiro de 2023. E, de março de 2023 a Junho de 2023, o repórter Lázaro Jordão ficou responsável pela cobertura de Currais Novos e Seridó. A partir de setembro de 2023, o repórter Cardoso Silva passa a ser o responsável pela cobertura do Seridó, a partir da produção de reportagens diretamente de Caicó. Em 2024, a  equipe permaneceu reduzida, com 3 repórteres em Mossoró e 1 repórter em Caicó, e hoje é responsável pela produção do InterTV Rural e reportagens veiculadas nos telejornais.

## Sinal digital
| Canal virtual | Canal digital | Resolução de tela | Programação                                           |
| ------------- | ------------- | ----------------- | ----------------------------------------------------- |
| 18.1          | 47 UHF        | 1080i             | Programação principal da InterTV Costa Branca / Globo |

Transição para o sinal digital
Com base no decreto federal de transição das emissoras de TV brasileiras do sinal analógico para o digital, a InterTV Costa Branca, bem como as outras emissoras de Mossoró, cessou suas transmissões pelo canal 18 UHF em 9 de janeiro de 2019, seguindo o cronograma oficial da ANATEL.

## Programas
A InterTV Costa Branca passou a repetir toda a programação gerada a partir de Natal pela InterTV Cabugi, além de inserir comerciais locais, para a distribuição desses comerciais, é utilizado o Globo Ads.

Durante as madrugadas, para cumprir o mínimo de 5% de jornalismo exigido pela legislação, a InterTV Costa Branca passa em sua programação os programas  "Resenhas do RN'', ''Rota InterTV'' e ''InterTV Rural'' e "InterBio", no lugar de atrações da rede, como o Corujão, o Cinemaço e a Sessão Comédia na Madruga.

## Ligações
- «Página oficial»
- «G1 - Rio Grande do Norte». (notícias)
- «GE - Rio Grande do Norte». (esportes)